# Campionati del mondo di atletica leggera 2015 - Maratona femminile
La gara di maratona femminile si è svolta il 30 agosto.

## Podio
| Pos.    | Atleta       | Nazionalità | Tempo   |
| ------- | ------------ | ----------- | ------- |
| Oro     | Mare Dibaba  | Etiopia     | 2h27'35 |
| Argento | Helah Kiprop | Kenya       | 2h27'36 |
| Bronzo  | Eunice Kirwa | Bahrein     | 2h27'39 |

## Situazione pre-gara

### Record
Prima di questa competizione, il record del mondo (RM) e il record dei campionati (RC) erano i seguenti.
| Record                | Prestazione | Atleta                      | Data                               | Competizione  |
| --------------------- | ----------- | --------------------------- | ---------------------------------- | ------------- |
| Record mondiale       | 2h15'25"    | Paula Radcliffe Regno Unito | 13 aprile 2003 Londra, Regno Unito |               |
| Record dei campionati | 2h20'57"    | Paula Radcliffe Regno Unito | 14 agosto 2005 Helsinki, Finlandia | Mondiali 2005 |

### Campionesse in carica
Le campionesse in carica, a livello mondiale e olimpico, erano:
| Campionesse | Atleta              | Prestazione | Data                              | Competizione               |
| ----------- | ------------------- | ----------- | --------------------------------- | -------------------------- |
| Olimpico    | Tiki Gelana Etiopia | 2h23'07"    | 5 agosto 2012 Londra, Regno Unito | Giochi della XXX Olimpiade |
| Mondiale    | Edna Kiplagat Kenya | 2h25'44"    | 10 agosto 2013 Mosca, Russia      | Mondiali 2013              |

### La stagione
Prima di questa gara, gli atleti con le migliori tre prestazioni dell'anno erano:
| Pos. | Atleta                       | Prestazione | Data                                       |
| ---- | ---------------------------- | ----------- | ------------------------------------------ |
| 1    | Mare Dibaba Etiopia          | 2h19'52"    | 3 gennaio 2015 Xiamen, Cina                |
| 2    | Aselefech Mergia Etiopia     | 2h20'02"    | 23 gennaio 2015 Dubai, Emirati Arabi Uniti |
| 3    | Gladys Cherono Kiprono Kenya | 2h20'03"    | 23 gennaio 2015 Dubai, Emirati Arabi Uniti |

## Classifica
| Pos. | Atleta                       | Nazionalità    | Tempo   | Note                                     |
| ---- | ---------------------------- | -------------- | ------- | ---------------------------------------- |
|      | Mare Dibaba                  | Etiopia        | 2:27:35 |                                          |
|      | Helah Kiprop                 | Kenya          | 2:27:36 |                                          |
|      | Eunice Kirwa                 | Bahrein        | 2:27:39 |                                          |
| 4    | Jemima Sumgong               | Kenya          | 2:27:42 |                                          |
| 5    | Edna Kiplagat                | Kenya          | 2:28:18 |                                          |
| 6    | Tigist Tufa                  | Etiopia        | 2:29:12 |                                          |
| 7    | Mai Ito                      | Giappone       | 2:29:48 |                                          |
| 8    | Tirfi Tsegaye                | Etiopia        | 2:30:54 |                                          |
| 9    | Kim Hye-song                 | Corea del Nord | 2:30:59 |                                          |
| 10   | Serena Burla                 | Stati Uniti    | 2:31:06 | Miglior prestazione personale stagionale |
| 11   | Rasa Drazdauskaitė           | Lituania       | 2:31:23 | Miglior prestazione personale stagionale |
| 12   | Filomena Costa               | Portogallo     | 2:31:40 |                                          |
| 13   | Sairi Maeda                  | Giappone       | 2:31:46 |                                          |
| 14   | Risa Shigetomo               | Giappone       | 2:32:37 |                                          |
| 15   | Alina Prokopeva              | Russia         | 2:32:44 |                                          |
| 16   | Ding Changqin                | Cina           | 2:33:04 |                                          |
| 17   | Alessandra Aguilar           | Spagna         | 2:33:42 |                                          |
| 18   | O. P. Jaisha                 | India          | 2:34:43 | Record nazionale                         |
| 19   | Sudha Singh                  | India          | 2:35:35 | Miglior prestazione personale            |
| 20   | Visiline Jepkesho            | Kenya          | 2:36:17 |                                          |
| 21   | Sinead Diver                 | Australia      | 2:36:38 | Miglior prestazione personale stagionale |
| 22   | Katarína Berešová            | Slovacchia     | 2:37:24 |                                          |
| 23   | Sarah Klein                  | Australia      | 2:37:58 | Miglior prestazione personale stagionale |
| 24   | Esther Erb                   | Stati Uniti    | 2:38:15 | Miglior prestazione personale stagionale |
| 25   | Lishan Dula                  | Bahrein        | 2:38:18 |                                          |
| 26   | Clara Canchanya              | Perù           | 2:39:24 |                                          |
| 27   | Liina Luik                   | Estonia        | 2:39:42 | Miglior prestazione personale            |
| 28   | Wang Xueqin                  | Cina           | 2:41:42 |                                          |
| 29   | Anne-Mari Hyryläinen         | Finlandia      | 2:41:59 |                                          |
| 30   | Kim Seongeun                 | Corea del Sud  | 2:42:14 |                                          |
| 31   | Kateryna Karmanenko          | Ucraina        | 2:43:12 | Miglior prestazione personale stagionale |
| 32   | Yiu-Kit Ching                | Hong Kong      | 2:43:28 |                                          |
| 33   | Annelie Johansson            | Svezia         | 2:43:42 |                                          |
| 34   | Nebiat Habtemariam           | Eritrea        | 2:44:42 | Miglior prestazione personale stagionale |
| 35   | Munkhzaya Bayartsogt         | Mongolia       | 2:45:01 |                                          |
| 36   | Iuliia Andreeva              | Kirghizistan   | 2:45:04 |                                          |
| 37   | He Yinli                     | Cina           | 2:45:05 |                                          |
| 38   | Lily Luik                    | Estonia        | 2:45:22 | Miglior prestazione personale stagionale |
| 39   | Anita Kažemāka               | Lettonia       | 2:45:54 | Miglior prestazione personale stagionale |
| 40   | Gulzhanat Zhanatbek          | Kazakistan     | 2:45:54 |                                          |
| 41   | Yeum Goeun                   | Corea del Sud  | 2:46:46 |                                          |
| 42   | Aster Tesfaye                | Bahrein        | 2:46:54 |                                          |
| 43   | Sultan Haydar                | Turchia        | 2:47:11 |                                          |
| 44   | Charlotte Karlsson           | Svezia         | 2:47:40 |                                          |
| 45   | Hsu Yu-Fang                  | Taipei cinese  | 2:48:01 |                                          |
| 46   | Julia Degan                  | Australia      | 2:49:26 | Miglior prestazione personale stagionale |
| 47   | Roselaine Benites            | Brasile        | 2:49:28 |                                          |
| 48   | Louise Wiker                 | Svezia         | 2:49:57 |                                          |
| 49   | Niluka Geethani Rajasekara   | Sri Lanka      | 2:50:40 |                                          |
| 50   | Mayada Al-Sayad              | Palestina      | 2:53:39 |                                          |
| 51   | Dailín Belmonte              | Cuba           | 2:56:18 | Miglior prestazione personale stagionale |
| 52   | Hsieh Chien-Ho               | Taipei cinese  | 2:58:25 |                                          |
|      | Souad Aït Salem              | Algeria        | dnf     |                                          |
|      | Hortensia Arzapalo           | Perù           | dnf     |                                          |
|      | Michele Cristina das Chagas  | Brasile        | dnf     |                                          |
|      | Barkahoum Drici              | Algeria        | dnf     |                                          |
|      | Sitora Hamidova              | Uzbekistan     | dnf     |                                          |
|      | Kim Hye-gyong                | Corea del Nord | dnf     |                                          |
|      | Soumiya Labani               | Marocco        | dnf     |                                          |
|      | Heather Lieberg              | Stati Uniti    | dnf     |                                          |
|      | Luvsanlkhündegiin Otgonbayar | Mongolia       | dnf     |                                          |
|      | Tanith Maxwell               | Sudafrica      | dnf     |                                          |
|      | Beata Naigambo               | Namibia        | dnf     |                                          |
|      | Irina Smolnikova             | Kazakistan     | dnf     |                                          |
|      | Claudia Paula Todoran        | Romania        | dns     |                                          |
|      | Lalita Babar                 | India          | dns     |                                          |
|      | Olena Popova                 | Ucraina        | dns     |                                          |